# Wisconsin Blast
I Wisconsin Blast sono stati una franchigia di pallacanestro della IBA, con sede a Appleton, nel Wisconsin, attivi tra il 1997 e il 1999.

## Stagioni
| Stagione | Lega | Denominazione   | V  | P  | %    | Piazzamento | Play-off               |
| -------- | ---- | --------------- | -- | -- | ---- | ----------- | ---------------------- |
| 1997-98  | IBA  | Wisconsin Blast | 19 | 15 | 55,9 | 3º          | -                      |
| 1998-99  | IBA  | Wisconsin Blast | 14 | 20 | 41,2 | 4º          | Semifinale di division |